# Danh sách đơn vị hành chính Việt Nam theo GRDP
Việt Nam có 63 đơn vị hành chính cấp một, bao gồm 58 tỉnh, 05 thành phố trực thuộc trung ương. Việt Nam chia thành 07 khu vực bao gồm Đồng bằng sông Hồng, Đồng bằng sông Cửu Long, Trung du và miền núi phía Bắc, Bắc Trung Bộ, Duyên hải Nam Trung Bộ, Tây Nguyên và Đông Nam Bộ.
Hiện tại, giữa thống kê về Tổng sản phẩm trên địa bàn (GRDP) và Tổng sản phẩm nội địa tại Việt Nam có những điểm khác biệt về chỉ tiêu, số liệu, đang trong thời gian chỉnh sửa để đạt phương pháp tính toán chính xác. Có hai cách tính là theo giá thực tế và giá so sánh. Thông thường GRDP theo giá so sánh thấp hơn so với giá hiện hành, ví dụ năm 2019 sơ bộ Lạng Sơn GRDP theo giá hiện hành là 32,435 tỷ đồng, Tổng cục Thống kê đánh giá lại là 30,887 tỷ đồng, theo giá so sánh là 18,936 tỷ đồng, Tổng cục Thống kê đánh giá lại là 17,978 tỷ đồng, tỷ lệ tăng trưởng 5,7%, đánh giá lại 5,49%. Tỷ lệ tăng trưởng đánh giá dựa trên quy mô GRDP theo giá so sánh, tương tự tính tăng trưởng GDP cả nước.
Năm 2022, GDP danh nghĩa Việt Nam 9 513 327 tỉ Đồng. Mức GDP danh nghĩa tính theo USD tương đương với 408,8 tỉ USD, xếp hạng thứ 39 thế giới. Mức GDP (PPP) tính theo Đô la quốc tế là 1 226,4 tỷ Đô la quốc tế, xếp hạng 35 thế giới.

Tăng trưởng kinh tế (giá so sánh) các tỉnh thành nhiệm kỳ Đảng bộ 2015-2020, đơn vị % bình quân năm, riêng TP.HCM và Đà Nẵng có hai con số không tính 2020 và cả 2020, của Bà Rịa Vũng Tàu không tính dầu khí và Bình Phước là của 2016 - 2021 do thiếu dữ liệu.

## Danh sách 63 đơn vị hành chính theo GRDP
Trong việc tính Tổng sản phẩm trên địa bàn (GRDP) tại mỗi đơn vị hành chính, số liệu được tính theo hai loại giá: Giá hiện hành năm 2022 và giá so sánh từ năm 2010. Hai loại giá này nhằm tính toán được vấn đề tình trạng kinh tế hiện có của mỗi đơn vị hành chính.
Theo số liệu của Nhà nước Việt Nam, năm 2022 tăng trưởng kinh tế cao nhất thuộc về các tỉnh thành (từ trên xuống): Khánh Hòa, Bắc Giang, Đà Nẵng, Hậu Giang, Hưng Yên, Cần Thơ, Thanh Hóa, Hải Phòng, Lâm Đồng, Vĩnh Long,... và thấp nhất (từ dưới lên) là Trà Vinh, Hà Tĩnh, Cao Bằng, Bắc Kạn, Cà Mau, An Giang, Tiền Giang, Bà Rịa - Vũng Tàu, Quảng Trị. Tuy nhiên vẫn có độ vênh thống kê ví dụ tỉnh Cao Bằng số liệu năm 2022
Có nhiều cách tính GRDP, như theo nội tệ giá hiện hành (chưa trừ đi lạm phát, mất giá của đồng tiền), hay nội tệ giá so sánh (cách tính này cho ra tỷ lệ tăng trưởng thực chất), ngoại tệ giá năm cố định và năm hiện hành, và theo sức mua tương đương giá năm cố định và năm hiện hành (mỗi tổ chức giỏ hàng khác nhau cho ra kết quả khác nhau). Số liệu dưới là theo nội tệ giá hiện hành. Tính đến 2022 so sánh với năm 2018 thì khu vực Đông Nam Bộ tăng chậm nhất và tăng nhanh nhất là khu vực trung du và miền núi phía Bắc (tính cả Quảng Ninh), tuy nhiên tính tổng GRDP các khu vực thì Đông Nam Bộ vẫn đứng đầu, và có 3/6  tỉnh thành điều tiết về ngân sách trung ương theo % cao nhất năm 2023. Cộng lại GRDP các tỉnh dưới cao hơn GDP quốc gia (giá hiện hành, tức GDP danh nghĩa).
Tổng sản phẩm trên địa bàn (GRDP) tại mỗi tỉnh được tính theo đơn vị Việt Nam Đồng (đơn vị tiền tệ) và theo giá Đô la Mỹ hiện hành năm 2022.
| STT | Tên tỉnh, thành phố   | Tổng GRDP (tỉ VNĐ) | Tổng GRDP (tỉ USD) |
| --- | --------------------- | ------------------ | ------------------ |
| 1   | Thành phố Hồ Chí Minh | 1.479.227          | 63,65              |
| 2   | Thủ đô Hà Nội         | 1.195.989          | 51,39              |
| 3   | Vĩnh Phúc             | 153.121            | 6,62               |
| 4   | Bắc Ninh              | 248.376            | 11,11              |
| 5   | Quảng Ninh            | 269.244            | 11,55              |
| 6   | Hải Dương             | 169.187            | 7,36               |
| 7   | Hải Phòng             | 365.585            | 15,97              |
| 8   | Hưng Yên              | 132.121            | 5,72               |
| 9   | Thái Bình             | 110.800            | 4,80               |
| 10  | Hà Nam                | 76.403             | 3,53               |
| 11  | Nam Định              | 91.966             | 4,00               |
| 12  | Ninh Bình             | 81.775             | 3,52               |
| 13  | Hà Giang              | 30.571             | 1,31               |
| 14  | Cao Bằng              | 21.635             | 0,94               |
| 15  | Bắc Kạn               | 15.014             | 0,65               |
| 16  | Tuyên Quang           | 41.713             | 1,79               |
| 17  | Lào Cai               | 67.960             | 2,96               |
| 18  | Yên Bái               | 40.212             | 1,73               |
| 19  | Thái Nguyên           | 150.195            | 6,43               |
| 20  | Lạng Sơn              | 41.487             | 1,75               |
| 21  | Bắc Giang             | 155.876            | 6,68               |
| 22  | Phú Thọ               | 89.398             | 3,83               |
| 23  | Điện Biên             | 25.238             | 1,09               |
| 24  | Lai Châu              | 23.943             | 1,03               |
| 25  | Sơn La                | 64.508             | 2,78               |
| 26  | Hoà Bình              | 67.684             | 2,48               |
| 27  | Thanh Hóa             | 252.672            | 10,91              |
| 28  | Nghệ An               | 175.740            | 8,01               |
| 29  | Hà Tĩnh               | 94.887             | 4,12               |
| 30  | Quảng Bình            | 50.117             | 2,16               |
| 31  | Quảng Trị             | 40.823             | 1,76               |
| 32  | Huế                   | 66.348             | 2,85               |
| 33  | Đà Nẵng               | 125.219            | 5,42               |
| 34  | Quảng Nam             | 116.374            | 5,06               |
| 35  | Quảng Ngãi            | 121.668            | 5,29               |
| 36  | Bình Định             | 106.349            | 4,61               |
| 37  | Phú Yên               | 50.496             | 2,18               |
| 38  | Khánh Hòa             | 96.441             | 4,20               |
| 39  | Ninh Thuận            | 45.972             | 1,98               |
| 40  | Bình Thuận            | 96.724             | 4,17               |
| 41  | Kon Tum               | 30.413             | 1,31               |
| 42  | Gia Lai               | 107.052            | 4,54               |
| 43  | Đắk Lắk               | 108.178            | 4,68               |
| 44  | Đắk Nông              | 39.939             | 1,72               |
| 45  | Lâm Đồng              | 103.500            | 4,45               |
| 46  | Bình Phước            | 87.112             | 3,76               |
| 47  | Tây Ninh              | 102.387            | 4,40               |
| 48  | Bình Dương            | 459.032            | 19,28              |
| 49  | Đồng Nai              | 434.990            | 18,35              |
| 50  | Bà Rịa – Vũng Tàu     | 390.293            | 16,79              |
| 51  | Long An               | 156.364            | 6,74               |
| 52  | Tiền Giang            | 112.819            | 5,02               |
| 53  | Bến Tre               | 63.586             | 2,74               |
| 54  | Trà Vinh              | 72.441             | 3,14               |
| 55  | Vĩnh Long             | 78.936             | 3,08               |
| 56  | Đồng Tháp             | 100.172            | 4,36               |
| 57  | An Giang              | 102.720            | 4,68               |
| 58  | Kiên Giang            | 116.042            | 5,05               |
| 59  | Cần Thơ               | 107.695            | 4,65               |
| 60  | Hậu Giang             | 48.065             | 2,07               |
| 61  | Sóc Trăng             | 65.709             | 2,83               |
| 62  | Bạc Liêu              | 55.633             | 2,39               |
| 63  | Cà Mau                | 73.529             | 3,19               |

Chú thích: Dấu đậm thể hiện 05 Thành phố trực thuộc trung ương (Việt Nam).
Đồng bằng sông Hồng

## Đồng bằng sông Hồng
Khu vực gồm 10 đơn vị hành chính, năm 2018 gồm có 21.566.400 người, Tổng sản phẩm trên địa bàn (GRDP) của toàn bộ vùng Đồng bằng sông Hồng năm 2018 đạt 1.753.394 tỉ đồng. Thủ đô Hà Nội đứng đầu khu vực, hạng 2 toàn quốc về GRDP.
Xếp hạng năm 2018 của 10 đơn vị hành chính khu vực Đồng bằng sông Hồng với cả nước.
| STT | Đơn vị hành chính | Tổng dân số (2018) | Xếp hạng GRDP | Xếp hạng tốc độ tăng trưởng GRDP |
| 1   | Hà Nội            | 7.520.700          | 2             | 41                               |
| 2   | Vĩnh Phúc         | 1.092.400          | 16            | 31                               |
| 3   | Bắc Ninh          | 1.247.500          | 6             | 7                                |
| 4   | Hải Dương         | 1.807.500          | 11            | 17                               |
| 5   | Hải Phòng         | 2.013.800          | 5             | 2                                |
| 6   | Hưng Yên          | 1.188.900          | 32            | 12                               |
| 7   | Thái Bình         | 1.793.200          | 29            | 8                                |
| 8   | Hà Nam            | 808.200            | 44            | 6                                |
| 9   | Nam Định          | 1.854.400          | 15            | 28                               |
| 10  | Ninh Bình         | 973.300            | 41            | 16                               |

## Trung du miền núi phía Bắc
Khu vực gồm 14 đơn vị hành chính, năm 2018 gồm có 12.202.700 người, Tổng sản phẩm trên địa bàn (GRDP) của toàn bộ vùng Trung du miền núi phía Bắc năm 2018 đạt 537.439 tỉ đồng. Đây là vùng còn gặp nhiều khó khăn về kinh tế. Tỉnh xếp thứ nhất GRDP vùng là Quảng Ninh.
Xếp hạng năm 2018 của các 11 đơn vị hành chính khu vực Trung du miền núi phía Bắc với cả nước.
| STT | Đơn vị hành chính | Tổng dân số (2018) | Xếp hạng GRDP | Xếp hạng tốc độ tăng trưởng GRDP |
| 1   | Hà Giang          | 846.500            | 58            | 58                               |
| 2   | Cao Bằng          | 540.400            | 62            | 49                               |
| 3   | Bắc Kạn           | 327.900            | 63            | 61                               |
| 4   | Tuyên Quang       | 780.100            | 54            | 30                               |
| 5   | Lào Cai           | 705.600            | 45            | 11                               |
| 6   | Yên Bái           | 815.600            | 56            | 60                               |
| 7   | Thái Nguyên       | 1.268.300          | 14            | 9                                |
| 8   | Lạng Sơn          | 790.500            | 51            | 20                               |
| 9   | Bắc Giang         | 1.691.800          | 19            | 3                                |
| 10  | Phú Thọ           | 1.404.200          | 35            | 23                               |
| 11  | Điện Biên         | 576.700            | 60            | 49                               |
| 12  | Lai Châu          | 456.300            | 61            | 46                               |
| 13  | Sơn La            | 1.242.700          | 40            | 63                               |
| 14  | Hoà Bình          | 846.100            | 47            | 20                               |
| 15  | Quảng Ninh        | 1.266.500          | 9             | 5                                |

## Đồng bằng duyên hải miền Trung
Đồng bằng duyên hải miền Trung bao gồm Bắc Trung Bộ và Duyên hải Nam Trung Bộ. Khu vực gồm 14 đơn vị hành chính, năm 2018 gồm có 20.056.900 người, Tổng sản phẩm trên địa bàn (GRDP) của toàn bộ vùng Đồng bằng duyên hải miền Trung năm 2018 đạt 962.909 tỉ đồng. Đà Nẵng là thành phố trực thuộc trung ương nằm trong khu vực. Xếp hạng nhất về GRDP năm 2018 là Thanh Hóa, tỉnh đông nhất về số dân trong khu vực. Xếp hạng thứ nhất về tốc độ tăng trưởng GRDP năm 2018 là Hà Tĩnh, hạng nhất cả nước.
Xếp hạng năm 2018 của các 11 đơn vị hành chính khu vực Đồng bằng duyên hải miền Trung với cả nước.
| STT | Đơn vị hành chính | Tổng dân số (2018) | Xếp hạng GRDP | Xếp hạng tốc độ tăng trưởng GRDP |
| 1   | Thanh Hóa         | 3.558.200          | 8             | 4                                |
| 2   | Nghệ An           | 3.157.100          | 10            | 19                               |
| 3   | Hà Tĩnh           | 1.277.500          | 33            | 1                                |
| 4   | Quảng Bình        | 887.600            | 50            | 55                               |
| 5   | Quảng Trị         | 630.600            | 55            | 51                               |
| 6   | Huế               | 1.163.600          | 39            | 52                               |
| 7   | Đà Nẵng           | 1.080.700          | 18            | 36                               |
| 8   | Quảng Nam         | 1.501.100          | 17            | 27                               |
| 9   | Quảng Ngãi        | 1.272.800          | 27            | 13                               |
| 10  | Bình Định         | 1.534.800          | 25            | 43                               |
| 11  | Phú Yên           | 909.500            | 30            | 25                               |
| 12  | Khánh Hòa         | 1.232.400          | 24            | 42                               |
| 13  | Ninh Thuận        | 611.800            | 57            | 10                               |
| 14  | Bình Thuận        | 1.239.200          | 34            | 35                               |

## Tây Nguyên
Khu vực gồm 05 đơn vị hành chính, năm 2018 gồm có 5.871.100 người, Tổng sản phẩm trên địa bàn (GRDP) của toàn bộ vùng Tây Nguyên năm 2018 đạt 272.562 tỉ đồng. Lâm Đồng là tỉnh tại Tây Nguyên, xếp thứ nhất về GRDP khu vực.
Xếp hạng năm 2018 của các 11 đơn vị hành chính khu vực Tây Nguyên với cả nước.
| STT | Đơn vị hành chính | Tổng dân số (2018) | Xếp hạng GRDP | Xếp hạng tốc độ tăng trưởng GRDP |
| 1   | Kon Tum           | 535.000            | 59            | 28                               |
| 2   | Gia Lai           | 1.458.500          | 31            | 33                               |
| 3   | Đắk Lắk           | 1.919.200          | 22            | 37                               |
| 4   | Đắk Nông          | 645.400            | 53            | 43                               |
| 5   | Lâm Đồng          | 1.312.900          | 23            | 26                               |

## Đông Nam Bộ
Khu vực gồm 06 đơn vị hành chính, năm 2018 gồm có 17.074.300 người, Tổng sản phẩm trên địa bàn (GRDP) của toàn bộ vùng Đông Nam Bộ (Việt Nam) năm 2018 đạt 2.192.303 tỉ đồng, tỷ trọng lớn nhất cả nước. Thành phố Hồ Chí Minh là thành phố trực thuộc trung ương tại Đông Nam Bộ, xếp thứ nhất về GRDP khu vực và cả nước.
Xếp hạng năm 2018 của các 06 đơn vị hành chính khu vực Đông Nam Bộ với cả nước.
| STT | Đơn vị hành chính     | Tổng dân số (2018) | Xếp hạng GRDP | Xếp hạng tốc độ tăng trưởng GRDP |
| 1   | Thành phố Hồ Chí Minh | 8.598.700          | 1             | 24                               |
| 2   | Bình Phước            | 979.600            | 36            | 38                               |
| 3   | Tây Ninh              | 1.133.400          | 28            | 32                               |
| 4   | Bình Dương            | 2.163.600          | 4             | 18                               |
| 5   | Đồng Nai              | 3.086.100          | 3             | 33                               |
| 6   | Bà Rịa – Vũng Tàu     | 1.112.900          | 7             | 47                               |

## Đồng bằng sông Cửu Long
Khu vực gồm 13 đơn vị hành chính, năm 2018 gồm có 17.804.700 người, Tổng sản phẩm trên địa bàn (GRDP) của toàn bộ vùng Đồng bằng sông Cửu Long năm 2018 đạt 823.170 tỉ đồng. Cần Thơ là thành phố trực thuộc trung ương tại Đồng bằng sông Cửu Long, đứng thứ nhất về tổng GRDP.
Xếp hạng năm 2018 của các 13 đơn vị hành chính khu vực Đồng bằng sông Cửu Long với cả nước.
| STT | Đơn vị hành chính | Tổng dân số (2018) | Xếp hạng GRDP | Xếp hạng tốc độ tăng trưởng GRDP |
| 1   | Long An           | 1.503.100          | 13            | 15                               |
| 2   | Tiền Giang        | 1.762.300          | 21            | 45                               |
| 3   | Bến Tre           | 1.268.200          | 46            | 54                               |
| 4   | Trà Vinh          | 1.049.800          | 43            | 14                               |
| 5   | Vĩnh Long         | 1.051.800          | 42            | 62                               |
| 6   | Đồng Tháp         | 1.693.300          | 30            | 57                               |
| 7   | An Giang          | 2.164.200          | 26            | 59                               |
| 8   | Kiên Giang        | 1.810.500          | 20            | 39                               |
| 9   | Cần Thơ           | 1.282.300          | 12            | 40                               |
| 10  | Hậu Giang         | 776.700            | 52            | 52                               |
| 11  | Sóc Trăng         | 1.315.900          | 38            | 47                               |
| 12  | Bạc Liêu          | 897.000            | 48            | 20                               |
| 13  | Cà Mau            | 1.229.600          | 37            | 56                               |